# 伊万乔
伊万乔，是匈牙利费耶尔州所辖的一个村。总面积25.17平方公里，总人口2913，人口密度115.7人/平方公里（2011年1月1日）。